# وکلوز
ووکلوز (تلفظ فرانسوی: [vo.klyz]) از شهرستان‌های کشور فرانسه است. شهرستان ووکلوز در جنوب شرقی این کشور قرار دارد. این شهرستان زیرمجموعه ناحیه پروانس آلپ-کوت دازور می‌باشد. مساحت این شهرستان ۳٬۵۶۷ کیلومتر مربع و جمعیت آن ۵۳۸٬۵۴۱ نفر است.